# Countdown to Extinction: Live
Countdown to Extinction: Live es un álbum en vivo de la banda norteamericana de Thrash metal Megadeth, por el 20º aniversario de su quinto álbum de estudio Countdown to Extinction, fue lanzado el 24 de septiembre de 2013, a través del sello Tradecraft de Dave Mustaine via Universal en formatos Blu-ray, DVD y CD. Fue grabado durante la gira "Countdown to Extinction 20th Aniversary Tour" de la banda en un espectáculo en el Fox Theatre de Pomona, California, el 7 de diciembre de 2012 y presenta a la banda tocando todo el álbum Countdown to Extinction. El álbum debutó en el número 119 en el Billboard 200.

## Lista de canciones

### CD
Todas las canciones escritas y compuestas por Dave Mustaine, excepto donde se indique. 
| N.º | Título                            | Duración |  |
| 1.  | «Trust»                           | 5:10     |  |
| 2.  | «Hangar 18»                       | 5:15     |  |
| 3.  | «Public Enemy No. 1»              | 4:42     |  |
| 4.  | «Skin O' My Teeth»                | 3:45     |  |
| 5.  | «Symphony of Destruction»         | 3:56     |  |
| 6.  | «Architecture of Aggression»      | 3:43     |  |
| 7.  | «Foreclosure of a Dream»          | 4:15     |  |
| 8.  | «Sweating Bullets»                | 4:55     |  |
| 9.  | «This Was My Life»                | 3:46     |  |
| 10. | «Countdown to Extinction»         | 4:15     |  |
| 11. | «High Speed Dirt»                 | 4:16     |  |
| 12. | «Psychotron»                      | 4:36     |  |
| 13. | «Captive Honour»                  | 4:15     |  |
| 14. | «Ashes in Your Mouth»             | 6:23     |  |
| 15. | «She-Wolf»                        | 3:45     |  |
| 16. | «Peace Sells»                     | 4:52     |  |
| 17. | «Holy Wars... The Punishment Due» | 8:19     |  |

### DVD
1. "Trust"
2. "Hangar 18"
3. "Public Enemy No. 1"
4. "Skin O' My Teeth"
5. "Symphony of Destruction"
6. "Architecture of Aggression"
7. "Foreclosure of a Dream"
8. "Sweating Bullets
9. "This Was My Life"
10. "Countdown to Extinction"
11. "High Speed Dirt"
12. "Psychotron"
13. "Captive Honour"
14. "Ashes in Your Mouth"
15. "She-Wolf"
16. "Peace Sells"
17. "Holy Wars... The Punishment Due"

## Miembros
- Dave Mustaine - Guitarra, voz
- David Ellefson - Bajo, coros
- Chris Broderick - Guitarra, coros
- Shawn Drover - Batería, Percusión

- Datos: Q14983569